# Arie den Arend
Arie den Arend (Pernis, 3 februari 1903 – Rotterdam, 22 februari 1982) was een Nederlands componist, dirigent, eufoniumspeler en organist.

## Levensloop
Al op zijn tiende levensjaar kreeg hij orgelles bij de plaatselijke kerkorganist, A. Noordzij. Op zijn twaalfde werd hij lid van de Muziekvereniging "Concordia", Pernis en leerde eufonium spelen. Daar hij zo'n vlotte leerling was, benoemde men hem al op 17-jarige leeftijd tot dirigent van de Muziekvereniging "Door Eendracht Sterk", Hoogvliet. In deze periode zette hij zijn orgelstudie en harmonieleer voort bij Johannes Godefridus van Herwaarden, die onder andere zelf organist was aan de Schotse Kerk en de Zuiderkerk, te Rotterdam. Later volgt hij de bekende dirigent Piet van Mever op bij Shell Harmonie Rotterdam.
Op 5 oktober 1927 huwde hij met Maria Bijl.
Na zijn huwelijk gaf hij in zijn vrije uren orgel- en pianolessen. Toen hij 27 was, werd hij organist van de gereformeerde kerk te Pernis en de werkzaamheden als dirigent breidden zich uit tot vijf muziekverenigingen. In 1950 ontstond een jeugdorkest, samengesteld uit leerlingen van D.E.S. uit Hoogvliet en Concordia uit Pernis, waarvan hij ondertussen ook al dirigent was. Dit jeugdorkest had veel succes en werd zelfs voor een radio-optreden uitgenodigd in 1953. Bij dit optreden werden enkele van zijn composities gespeeld en zo kwam hij in contact met een bekend muziekuitgever, die hem aanmoedigde meer composities en arrangementen te schrijven. Tweemaal (in 1976 en 1979) kreeg hij een opdracht van het ministerie een muziekwerk voor harmonie- en fanfareorkest te schrijven. Dit resulteerde in de composities Lidama (1976) en Prelude en improvisatie (1979).
Verschillende onderscheidingen werden hem toegekend: de Eremedaille, verbonden aan de Orde van Oranje-Nassau, de Penning van de Leuve, het gouden insigne van de Nederlandse Federatie van Christelijke Muziekverenigingen).

## Composities

### Werken voor harmonie- en fanfareorkest
- 1959 Couperin Suite
  1. Andante
  2. Chiaro
  3. Alla rondeau
  4. Gavotte
  5. Gajetto
- 1959 Suite Antique
  1. Marziale
  2. Quasi Arioso
  3. Rondino
  4. Murky
- 1959 In de Barok
  1. March
  2. Menuet ala rondeau
  3. Canzona
  4. Tambourin I et II
  5. Fanfare
- 1959 Johann Adolf Hasse Suite
  1. Allegretto
  2. Menuet
  3. Rondo
- 1959 Bij de muziekmeester Suite
  1. Entree Dans
  2. Menuet 1 en 2
  3. Dancing Song
  4. Chanson d'Amour
  5. Finale
- 1959 Uyt de Muziekkamer Suite
  1. Entrée
  2. Sarabande
  3. Menuetto
  4. Air
  5. Bourrée
- 1960 Quasi een Concerto op motieven van Johann Kaspar Ferdinand Fischer
- 1961 Airs and graces
- 1961 Partita Breve
  1. Prelude
  2. Menuet
  3. Harlequin
  4. Siciliana
  5. Rigaudon
- 1961 Stephen Foster Songs
- 1962 Old England
- 1962 Kerstfantasie
- 1962 Musik aus früher Zeit
- 1963 Valentine Snow Suite
- 1964 Concertalbum nr. 1
  1. Voor de Jeugd Suite
  2. Gewijde Klanken
  3. Klassieken
  4. Barokklanken
  5. Purcellian Suite
  6. Liederen
  7. Amusement
  8. Tyroler Ländler
  9. De Boerinnekensdans
  10. Amboss Polka
  11. Stettiner Kreuz Polka
  12. Marina
  13. Bummel Petrus
  14. When the Saints
  15. Sobre les olas
  16. 5 Feestliederen
  17. Lang Zal Hij Leven (Mars)
  18. Kleine Ouverture
- 1967 Chedeville
- 1967 Kerstavond 2. Kerstfantasie
  1. De herdertjes lagen bij nachte
  2. Hoor de Engeln zingen d'eer
  3. O du fröhliche
  4. O Kindecke klein
  5. Heft op uw hoofden, poorten wijd
  6. Midden in de winternacht
  7. Er is een kindeke geboren op aard
  8. Eere zij God
- 1967 Selection of British Songs
- 1976 Lidama Sinfonietta
- 1979 Prelude en improvisatie
- Speelstukken in barokstijl
  1. Fanfare
  2. Menuet
  3. Musette I
  4. March
- Concertino voor tuba
- Danssuite naar motieven van Jean-Philippe Rameau
- Johann Krieger Suite
  1. Andante
  2. Menuet
  3. Bourrée
  4. Air
  5. Rondeau
- La maintien du Passé